# 마츠쿠라 카이토
마츠쿠라 카이토(일본어: 松倉海斗, 1997년 11월 14일 ~ )는 일본의 배우, 가수, 탤런트이다. 일본 가나가와현 출신. STARTO ENTERTAINMENT 소속으로  7인조 남성 그룹 Travis Japan의 멤버이다.

## 약력
- 2010년 10월 30일, 아라시의 니노미야 카즈나리를 동경해 쟈니스에 오디션을 보아[1], 쟈니스 사무소에 입소.[2]
- 2010년 11월 26일, 쟈니스 동서가합전에서 쟈PA니즈Hi! 멤버로 발표.
- 2012년 7월 24일, 소년구락부의 수록에서 마츠시마 소우, 마리우스 요, 진구지 유타, 나카무라 레이아, 하니우다 아무, 이노우에 미즈키, 쿠라모토 카오루, 모토다카 카즈키, 무라키 료타, 마츠다 겐타와 함께 Sexy Boyz의 멤버로 발표.
- 2012년 8월, 마츠다 겐타와 함께 松松(마츠마츠) 콤비 결성.
- 2014년 4월, 드라마 「SHARK ~2nd Season~」을 통해 배우 데뷔.
- 2014년 5월 5일, Sexy Zone Concert Tour Sexy Second 공연에서 마츠다 겐타, 마츠시마 소우와 함께 Sexy Zone의 형제유닛으로써 결성된 Sexy 松(Show)의 멤버로 발표.[3]
- 2015년, Sexy Zone Sexy Power Tour의 메인 백 쥬니어로 선발되며, Sexy Fammily의 멤버로 발표.
- 2015년 9월, 「Endless SHOCK 15th Anniversary」를 통해 백댄서 등이 아닌 주요 등장인물로써 뮤지컬에 첫 출연.[4] 2019년 가을, 오사카공연까지 5년연속 출연.
- 2017년 11월 18일, 「오다이바 무도장 주말의 놀이터」 낮 공연에서 마츠다 겐타와 함께 Travis Japan의 멤버로 발표.

## 프로필
- 별명 : 마츠쿠(まつく), 마츄(まちゅ), 마츠쿠라(松倉/まつくら), 마츄쿠라(まちゅくら), 마츠쿠라군(松倉くん), 카이토(かいと), 카이토군(海斗くん/かいとくん), 카이짱(かいちゃん)
- 신체 : 162cm, 50kg, 260mm, B-77cm/W-71.6cm/H-83.5cm, O형
- 학력 : 클락기념국제고등학교 (졸업)[5]
- 가족 : 부모님, 여동생
- 입소일 : 2010년 10월 30일
- 입소동기 : 사토 쇼리, 쿠라모토 카오루, 진구지 유타, 이와하시 겡키 등
- 짝꿍 : 마츠다 겐타[6]
- 동경하는 선배 : 니노미야 카즈나리, 나카지마 켄토, 도모토 코이치, 나카야마 유마
- 특기 : 역동적인 댄스, 수영[7], 훌라후프
- 취미 : 모자 모으기, 패션
- 좋아하는 색 : 보라색
- 좋아하는 브랜드 : Hurley[8]
- 좋아하는 숫자 : 777
- 좋아하는 노래 : 아라시 - 5×10, Happiness
- 좋아하는 음식 : 된장버터콘라면, 젤리
- 싫어하는 음식 : 연두콩
- 좋아하는 동물 : 펭귄
- 싫어하는 동물 : 개구리
- etc : 운전면허 ○

## 출연

### 드라마
- SHARK ~2nd Season~ (2014년 4월 19일 ~ 2014년 7월 13일, 닛테레) - 이마노 미나미 역
- 오빠, 가챠 (2015년 1월 10일 ~ 2015년 3월 28일, 닛테레) - 니코 역

### 예능・음악 방송
- 망년회! 쟈니즈 동서가합전 (2010년 12월 31일, TV 아사히)
- 소년구락부 (2010년 ~ 현재, NHK)
- 양양JUMP (2011년 4월 16일 ~ 2013년 6월 30일, TV 도쿄)
- SMAP×SMAP (2011년 6월 27일, 후지 TV)
- 베스트아티스트 2011 (2011년 11월 30일, 닛테레)
- 제62회 NHK 홍백가합전 (2011년 12월 31일, NHK)
- Johnny's Jr. Land (2011년 10월 2일 ~ 2013년 9월 30일 , BS 스카바)
- 가무샤라! (2014년 4월 12일 ~ 2016년 4월 2일, TV 아사히)
- 제65회 NHK 홍백가합전 (2014년 12월 31일, NHK)
- 쟈니스 Jr. dex (2017년 12월 3일 ~ 2018년 3월 3일, 후지 TV)

### 인터넷 방송
- Johnny's Jr. Channel (2018년 3월 21일 ~, Youtube)
- ISLAND TV (2019년 3월 1일 ~, ISLAND TV)

### 라디오
- 라지라~! 새터데이 (2019년 4월 ~, NHK 라디오 제1방송)

### CF
- SUNTORY - ORANGINA100 (2019년 6월 ~)

### 뮤직비디오
- Sexy Zone
  - 「Sexy Summer에 눈이 내린다」（2012년）
  - 「Real Sexy!/BAD BOYS」（2013년）
  - 「バィバィDuバィ〜See you again〜/A MY GIRL FRIEND」（2013년）
  - 「Cha-Cha-Cha チャンピオン」（2015년）
  - 「Let's Go To Earth」（2015년）
- A.B.C-Z
  - 「Twinkle Twinkle A.B.C-Z」（2013년）

### 콘서트
- 쟈니스Jr.
  - 연말 YOUNG 동서가합전! ~ 동서 Jr. 대집합 2010! ~ (2010년 11월 26일 ~ 27일, NHK 홀)
  - 칸사이쟈니스Jr. 첫 전국투어 2013 (2013년 7월 6일 ~ 7일, NHK 홀)
  - 가무샤라(Summer Station)
    - 가무샤라 J's Party!! Vol.1 (2014년 2월 1일 ~ 2일, EX 시어터 록본기)[9]
    - 가무샤라 J's Party!! Vol.3 (2014년 4월 16일 ~ 17일, EX 시어터 록본기)
    - 가무샤라 Sexy 여름축제!! (2014년 8월 1일, 8월 3일 ~ 4일, 8월 6일 ~ 7일, 8월 9일, EX 시어터 록본기)[10]
    - 가무샤라 J's Party!! Vol.7 (2015년 1월 25일 ~ 26일, EX 시어터 록본기)[11]
    - Johnnys' Mr.KING SUMMER STATION (2016년 7월 30일 ~ 8월 1일, 8월 6일 ~ 7일, 8월 10일 ~ 11일, 8월 13일 ~ 14일, EX 시어터 록본기)[12]
- Travis Japan
  - 쟈니스 Jr. 축제
    - 쟈니스 Jr. 축제 2018 (2018년 3월 26일, 요코하마 아레나)
    - Travis Japan Concert 2019 ~프레젠트~ (2019년 3월 26일, 요코하마 아레나)

  - Summer Paradaise
    - Summer Paradaise 2018 (2018년 8월 18일 ~ 21일, 도쿄 돔 시티홀)
    - Summer Paradaise 2019 (2019년 8월 10일 ~ 22일, 도쿄 돔 시티홀)

  - 쟈니스 IsLAND Festival (2019년 5월 25일 ~ 26일, 사이타마 슈퍼 아레나)
  - Austin Mahone Japan Tour 2019 (2019년 10월 14일 ~ 15일, 요코하마 아레나) - 스페셜 게스트
- 타키 & 츠바사
  - 타키 & 츠바사 10주년 in 도쿄 돔 (2012년 9월 8일 ~ 9일, 도쿄 돔)
- KAT-TUN
  - KAT-TUN LIVE TOUR 2012 Chain (2012년 4월 20일 ~ 22일, 도쿄 돔)
- Hey! Say! JUMP
  - Hey! Say! JUMP 고마워 ~세상 어디에 있어도~ WINTER CONCERT 2010~2011 (2011년 1월 2일 ~ 6일, 요코하마 아레나)
  - Hey! Say! JUMP 용기100% 전국 투어 (2011년 5월 3일 ~ 5일, 요코하마 아레나)
  - Hey! Say! JUMP New Year Concert 2012 (2012년 1월 2일 ~ 7일, 요코하마 아레나)
  - Hey! Say! JUMP ASIA FIRST TOUR 2012 (2012년 5월 3일 ~ 9일, 요코하마 아레나)
- Kis-My-Ft2
  - Kis-My-Ft2 Debut Tour 2011 Everybody Go (2011년 7월 29일 ~ 31일, 요코하마 아레나)
  - Kis-My-Ft2 Kis-My-MINT Tour (2012년 4월 8일, 도쿄 돔)
  - Kis-My-Ft2 SNOW DOME의 약속 in TOKYO DOME (2012년 11월 5일 ~ 16일, 도쿄 돔)
  - Kis-My-Ft2 LIVE TOUR 2018 Yummy!! you&me (2018년 5월 5일 ~ 7월 16일, 나고야 돔, 후쿠오카 돔, 도쿄 돔, 쿄세라 돔, 세이부 돔)
  - Kis-My-Ft2 LIVE TOUR 2019 FREE HUGS! (2019년 5월 6일 ~ 7월 14일, 도쿄 돔, 세이부 돔, 나고야 돔, 후쿠오카 돔, 쿄세라 돔)
- Sexy Zone
  - Sexy Zone First Concert 2012 (2012년 2월 11일 ~ 19일, 도쿄 국제 포럼 홀A, 오사카 우메다 예술극장 메인 홀)
  - Sexy Zone 아리나 콘서트 2012 (2012년 3월 29일 ~ 4월 1일, 요코하마 아레나, 오사카 성 홀)
  - NEW YEAR CONCERT 2013 Sexy Zone (2013년 1월 4일 ~ 6일, 요코하마 아레나)
  - Sexy Zone Japan Tour 2013 (2013년 3월 26일 ~ 5월 6일, 후쿠오카 선파레스, 나고야 일본 가이시 홀, 고베 월드기념 홀, 삿포로 니토리 문화 홀, 요코하마 아레나)
  - 리얼스콥 Sexy Zone 사토 쇼리 with 쟈니스Jr. in 오다이바 합중국 2013 (2013년 8월 21일, 오다이바 합중국 Open Summer 스타디움)
  - Sexy Zone Concert Tour Sexy Second (2014년 5월 3일 ~ 6일, 요코하마 아레나)
  - Sexy Zone Summer Concert 2014 (2014년 7월 23일, 사이타마 슈퍼 아레나)
  - 여름방학 스페셜 이벤트 사토 쇼리 솔로 콘서트 (2014년 7월 29일, 8월 11일 EX 시어터 록본기)
  - Sexy Zone Sexy Power Tour (2015년 3월 15일 ~ 5월 28일, 마린멧세 후쿠오카, 요코하마 아레나, 오사카 성 홀, 나고야 일본 가이시 홀)
  - Johnny's Summer Paradise 2016 - 나카지마 켄토 #Honey♡Butterfly (2016년 8월 3일 ~ 25일, 도쿄 돔 시티 홀)
- A.B.C-Z
  - A.B.C-Z 2011 First Concert in YOYOGI (2011년 11월 6일, 국립 요요기 경기장)
  - A.B.C-Z 전국투어 2013 (2013년 3월 23일 ~ 5월 25일, 국립 요요기 경기장)
  - A.B.C-Z Summer Concert 2014 "Legend" (2014년 9월 14일 ~ 15일, 국립 요요기 경기장)

### 연극・뮤지컬
- SUMMARY
  - SUMMARY 2011 (2011년 8월 7일 ~ 9월 11일, 도쿄 돔 시티 홀)
  - Hey! Say! JUMP 안녕 여름방학! SUMMARY 스페셜 (2011년 9월 24일 ~ 25일, 도쿄 돔)
  - Johnny's Dome Theatre ~SUMMARY~ (2012년 8월 11일 ~ 9월 2일, 우메다 예술극장, 도쿄 돔 시티 홀)
- JOHNNYS' World
  - JOHNNYS' World - 쟈니스・월드 - (2012년 11월 10일 ~ 2013년 1월 27일, 제국극장)
  - JOHNNYS' World의 감사제 in 도쿄 돔 (2013년 3월 16일 ~ 17일, 도쿄 돔)
  - JOHNNYS' 2020 World (2013년 12월 7일 ~ 2014년 1월 27일, 제국극장)
  - 2015 신춘 JOHNNY'S World (2015년 1월 1일 ~ 27일, 제국극장)
  - JOHNNYS' Future WORLD from 제국 to 하카타 (2016년 9월 19일 ~ 30일, 하카타좌)
  - JOHNNYS' Future WORLD (2016년 10월 8일 ~ 25일, 우메다 예술극장)
  - JOHNNYS' King & Prince IsLAND (2018년 12월 6일 ~ 2019년 1월 6일, 제국극장)
- 쟈니스 긴자
  - 쟈니스 긴자 You의 앞에는 Me가 있어! (2012년 5월 24일 ~ 26일, 시어터 크리에)
  - 쟈니스 긴자 2013 (2013년 5월 1일 ~ 2일, 8일 ~ 9일, 15일 ~ 16일, 29일 ~ 30일, 시어터 크리에)
  - 쟈니스 긴자 2015 (2015년 5월 12일 ~ 14일, 시어터 크리에)[13]
- Endless SHOCK
  - Endless SHOCK 15th Anniversary (2015년 9월 8일 ~ 30일, 우메다 예술극장 / 10월 7일 ~ 31일, 하카타좌) - 카이토 역[1]
  - Endless SHOCK (2016년 2월 4일 ~ 3월 31일, 제국극장) - 카이토 역[14]
  - Endless SHOCK (2017년 2월 1일 ~ 3월 31일, 제국극장[15] / 9월 8일 ~ 30일, 우메다 예술극장[16] / 10월 8일 ~ 31일, 하카타좌[17]) - 카이토 역
  - Endless SHOCK (2018년 2월 4일 ~ 3월 31일, 제국극장) - 카이토 역
  - Endless SHOCK (2019년 2월 4일 ~ 3월 31일, 제국극장 / 9월 11일 ~ 10월 5일, 우메다 예술극장) - 카이토 역
- DREAM BOYS JET (2013년 9월 5일 ~ 29일, 제국극장)
- ABC좌 쟈니스전설 2018 (2018년 10월 7일 ~ 29일, 닛세이 극장)
- 토라쟈 -NINJAPAN- (2019년 11월 2일 ~ 10일, 선샤인극장 / 11월 15일 ~ 24일, 교토 미나미좌 / 11월 26일 ~ 27일 나고야 미소노좌 / 11월 30일, 히로시마 우에노학원홀) - 주연